# Helmut Ehmig
Helmut Ehmig (* im 20. Jahrhundert) ist ein ehemaliger deutscher Schauspieler und Hörspielsprecher.

## Leben
Helmut Ehmig war von 1975 bis 1999 als Schauspieler vor der Kamera tätig und wirkte in dieser Zeit in mehreren Filmen und Fernsehserien mit.
Einem breiten Publikum bekannt wurde er vor allem durch seine Rolle als Hilmar Eggers, ein guter Freund von Franz Wittich (Martin Rickelt), in der Serie Lindenstraße. Dort wirkte er in einem Zeitraum von zehn Jahren in rund 50 Folgen mit. Im Jahr 1995 wirkte er in dem Film Entführung aus der Lindenstraße ebenfalls mit, allerdings in einer anderen Rolle.
Seit der Jahrtausendwende trat Ehmig nicht mehr als Schauspieler in Erscheinung.

## Filmografie
- 1975: Dein gutes Recht (Fernsehserie, 1 Folge)
- 1981–1984: Ein Fall für zwei (Fernsehserie, 3 Folgen)
- 1982: Ich werde warten
- 1982: Tatort: Blaßlila Briefe
- 1989–1999: Lindenstraße (Fernsehserie, 50 Folgen)
- 1995: Entführung aus der Lindenstraße
- 1996: Jede Menge Leben (Fernsehserie, 1 Folge)
- 1997: Balko (Fernsehserie, 1 Folge)
- 1999: Die Wache (Fernsehserie, 1 Folge)
- 1999: Aimée & Jaguar

## Hörspiele (Auswahl)
- 1980: James Fairfax: Der Sohn des Richters (Nick Barber) – Regie: Harald Koerner (Original-Hörspiel, Kriminalhörspiel – SWF)
- 1981: Felix Huby: Ein Toter hört nicht Radio – Regie: Bernd Lau (Originalhörspiel, Kriminalhörspiel – SWF)

Quelle: ARD-Hörspieldatenbank